# Viaggio di Carlomagno in Oriente
L'opera nota come Viaggio di Carlomagno in Oriente è un poemetto eroicomico in francese antico di 870 versi alessandrini (dodecasillabi) distribuiti in lasse assonanzate di lunghezza ineguale, secondo la consuetudine delle chansons de geste.
La storia racconta di un viaggio immaginario di Carlomagno a Gerusalemme e poi a Costantinopoli, accompagnato dai suoi dodici pari, per verificare se il sovrano bizantino Ugo il Forte fosse effettivamente superiore a lui, come aveva  temerariamente asserito la moglie di Carlomagno nella scena iniziale del poema, che raffigura un divertente alterco coniugale.
Il poemetto è ritenuto dagli studiosi in sostanza una parodia dei personaggi e del mondo dell'epica francese antica, specialmente della Canzone di Orlando.

## Trama
Carlomagno parte alla volta di Gerusalemme dopo aver detto ai paladini del suo seguito di aver sognato di dover andare ad adorare il Santo Sepolcro; dopo un viaggio per terra attraverso l'Europa orientale e l'Anatolia, arrivano in Terrasanta dove sono ricevuti dal Patriarca che dona loro potenti reliquie. Ripartono in direzione di Costantinopoli, dove si mettono in cerca del sovrano bizantino Ugo il Forte, che trovano alla guida di un aratro d'oro. Ospiti della ricca e sontuosa, quanto pacifica, corte bizantina, Carlomagno e i dodici pari si abbuffano al banchetto e si ubriacano al punto che, prima di coricarsi, fanno a gara a chi promette di realizzare le spacconate più inverosimili, a danno di Ugo il Forte e della sua famiglia. Al mattino dopo tre di loro sono costretti a dimostrare di essere capaci di mettere in atto le loro vanterie, riferite al sovrano bizantino da una spia: Olivieri, Guglielmo e Bernardo, con l'aiuto delle reliquie miracolose, riescono nelle loro prove e Ugo il Forte si dichiara vinto. La sua inferiorità a Carlomagno è manifestata a tutti da un burlesco corteo finale.

## Edizioni
- Massimo Bonafin (a cura di), Viaggio di Carlomagno in Oriente, Alessandria, Edizioni dell'Orso, 2007, ISBN 978-88-7694-999-9.